# Ptiliodes
Genre
Ptiliodes est un genre de coléoptères de la famille des Ptiliidae.

## Liste d'espèces
Selon BioLib (3 mars 2021) :
- Ptiliodes australis, Matthews, 1872.

Selon ITIS (3 mars 2021) :
- Ptiliodes blackburni, Matthews, 1882 ;
- Ptiliodes insignis, Scott, 1908 ;
- Ptiliodes pulchellus, Scott, 1908.

Selon World Register of Marine Species (3 mars 2021) :
- Ptiliodes posticalis, Broun, 1893.

Selon Catalogue of Life (3 mars 2021) :
- Ptiliodes amplicollis, Johnson, 1982 ;
- Ptiliodes austerus, Johnson, 1982 ;
- Ptiliodes australis, Matthews, A., 1872 ;
- Ptiliodes blackburni, Matthews, A., 1882 ;
- Ptiliodes cavifrons, Johnson, 1985 ;
- Ptiliodes congener, Johnson, 1971 ;
- Ptiliodes curtus, Johnson, 1982 ;
- Ptiliodes insignis, Scott, 1908 ;
- Ptiliodes naufragus, Johnson, 1982 ;
- Ptiliodes posticalis, Broun, 1893 ;
- Ptiliodes pruinosus, Britten, 1926 ;
- Ptiliodes pulchellus, Scott, 1908 ;
- Ptiliodes purpurascens, Johnson, 1985.